# Al Hawtat Saudayr
(Al) Hawtat Sudayr ou (Al) Hautat Sudair, en arabe : حوطة سدير, est le centre et la capitale de la zone historique de la vallée du Sudayr, dans la province de Riyad, en Arabie saoudite, à 140 km de Riyad.
Les principales agglomérations sont Arrawdah, Dakhla, Ushayrah, Attar, Oudah, Janubeyah, Jalajil Tumair, Tuwaim. 
Al Hawtah est réputée pour ses productions agricoles : olives vertes, citrons, dattes. 
Une gigantesque nouvelle Ville industrielle de Sudayr, Sudair Industrial City, est en construction, une des plus importantes du pays, entre Jubail et Yanbu.